# Теофил-Мало дьо Ла Тур д'Оверн-Коре
Теофил-Мало дьо Ла Тур д'Оверн-Коре (на френски: Théophile-Malo Corret de La Tour d'Auvergne) е френски офицер (капитан) и археолог.
Роден е на 23 ноември 1743 година в Сент Ернен в семейството на юрист. Завършва йезуитски колеж в Кемпер и от 1765 година постъпва на служба в армията. През следващите години се проявява с голяма смелост, достига до звание капитан, но многократно отказва повишения. По тази причина Наполеон му дава почетното звание „Първи гренадир на Републиката“. Теофил Коре е също любител археолог и първият, който въвежда в употреба термините „долмен“ и „менхир“.
Теофил-Мало дьо Ла Тур д'Оверн-Коре е убит в бой при Оберхаузен на 27 юни 1800 година.